# Idomeni
Idomeni (griechisch Ειδομένη (f. sg.); bulgarisch und mazedonisch Сехово, Sechovo bzw. Sehovo) ist ein Dorf der Gemeinde Peonia in der nordgriechischen Region Zentralmakedonien. Es bildet gemeinsam mit zwei kleineren Dörfern die gleichnamige Ortsgemeinschaft.
Das Dorf hat einen Grenzbahnhof nach Nordmazedonien an einer wichtigen europäischen Bahnstrecke. Auf der gegenüberliegenden Seite liegt Gevgelija. Das Dorf liegt westlich des Flusses Axios (Vardar). Vier Kilometer südöstlich des Dorfs liegen Evzoni und der Grenzübergang an der Autobahn A1.
Viele der Dorfbewohner sind Mazedonier; einige stammen aus Ostthrakien und wurden durch den Vertrag von Lausanne (1923) gezwungen, umzusiedeln.

## Verwaltungsgliederung
Als Landgemeinde Sechovo (Κοινότητα Σεχόβου) 1919 gegründet, bestand diese aus den drei Dörfern Sechovo, Altsak und Slopnitsa. Die Umbenennung von Sechovo in Idomeni und von Altsak nach Chamilo erfolgte 1926. Slopnitsa erhielt 1928 die griechische Namensform Doganis. Mit der Gemeindereform 1997 wurde Idomeni in die Gemeinde Axioupoli eingemeindet und diese wiederum ging durch die Verwaltungsreform 2010 als Gemeindebezirk in der Gemeinde Peonia auf. Seither hat Idomeni den Status einer Ortsgemeinschaft.
Einwohnerentwicklung von Idomeni
| Name    | griechischer Name | 1928 | 1940 | 1951 | 1961 | 1971 | 1981 | 1991 | 2001 | 2011 |
| ------- | ----------------- | ---- | ---- | ---- | ---- | ---- | ---- | ---- | ---- | ---- |
| Idomeni | Ειδομένη (f. sg.) | 532  | 542  | 422  | 511  | 393  | 421  | 334  | 235  | 154  |
| Doganis | Δογάνης (m. sg.)  | 180  | 191  | 124  | 109  | 77   | 58   | 59   | 49   | 38   |
| Chamilo | Χαμηλό (n. sg.)   | 219  | 283  | 220  | 258  | 154  | 163  | 140  | 154  | 117  |
| Gesamt  | Gesamt            | 931  | 1016 | 766  | 878  | 624  | 642  | 533  | 438  | 309  |

## Verkehr
Die Bahnstrecke ist Teil des Paneuropäischen Verkehrskorridors X; sie verläuft zwischen der griechischen Hafenstadt Thessaloniki und der mazedonischen Hauptstadt Skopje (siehe Makedonski železnici#Bahnnetz). Sie wurde in den Jahren 1871 bis 1873 gebaut (Näheres hier).
Von Skopje aus geht die Hauptstrecke des Korridors X weiter nach Belgrad (bedeutender Eisenbahnknoten) – Zagreb – Ljubljana – Salzburg.

## Flüchtlingskrise
Ab 2014 kamen Flüchtlinge aus Syrien und vielen anderen Ländern nach Idomeni, um dort die Grenze nach Mazedonien zu überschreiten (eine der Balkanrouten). Die Republik Mazedonien und das weiter nördlich gelegene Serbien waren weder EU-Mitglieder noch Teil des Schengen-Raums. Anschließend versuchten die Flüchtlinge an der serbisch-kroatischen oder der serbisch-ungarischen Grenze (z. B. in Horgos) in den Schengen-Raum bzw. in die EU einzureisen.
Am 22. Februar 2016 wurde nur noch Flüchtlingen aus Syrien und Irak die Einreise erlaubt. Daraufhin blockierten hunderte Flüchtlinge (überwiegend aus Afghanistan) den Schienenverkehr und versuchten, den Eisenbahn-Grenzübergang Idomeni-Gevgelija zu stürmen. Am Tag darauf räumte die Polizei das Gelände.
Am 26. Februar 2016 gaben Slowenien, Kroatien und Serbien eine Tages-Einreiseobergrenze von 580 Menschen bekannt (Österreich hatte schon eine Woche zuvor angegeben, pro Tag 80 Menschen nach Österreich einreisen und 3200 nach Deutschland durchreisen zu lassen). Dies verursachte einen „Rückstau“ in Griechenland.

### Flüchtlingslager Idomeni
Im August 2015 campierten zeitweise 5000 oder 6000 Menschen bei Idomeni. Das Auffanglager direkt am Grenzübergang ist für 1500 Menschen ausgelegt. Am 2. März 2016 waren über 10.000 Flüchtlinge in Idomeni, am 9. März 2016 waren es etwa 14.000. Medien bezeichnen die Situation im Lager (langanhaltende Regenfälle, hygienische Zustände und anderes) als „unhaltbar“ oder „katastrophal“. Trotz Überbelegung und schwieriger Lebensbedingungen weigern sich viele Flüchtlinge, das Lager zu verlassen und in angebotene Unterkünfte im griechischen Inland überzusiedeln, weil sie auf eine baldige Grenzöffnung durch Mazedonien spekulieren. Der ehemalige deutsche Bundesarbeitsminister Norbert Blüm übernachtete in der Nacht vom 12. auf den 13. März 2016 im Camp, um seine Solidarität mit den Flüchtlingen im Flüchtlingslager zu bekunden.
Die griechischen Behörden riefen die Migranten auf Flugblättern dazu auf, in andere Flüchtlingslager umzuziehen, wo Unterkunft, Versorgung mit Nahrungsmitteln und ärztliche Hilfe gewährleistet sind. Andere Flugblätter, die eigenmächtig mit „Kommando Norbert Blüm“ unterzeichnet waren (Norbert Blüm distanzierte sich explizit davon und erklärte, niemand habe ihn gefragt), riefen die Migranten dazu auf, nicht in eine offizielle griechische Unterkunft zu gehen, sondern die Grenze nach Mazedonien illegal zu überqueren. Bei dem Versuch, diese Aufforderung zu realisieren, ertranken drei Menschen in einem Fluss. Der griechische Ministerpräsident Alexis Tsipras verurteilte die Flugblatt-Aktion von Idomeni scharf.
Vier Wochen später tauchten erneut Flugblätter in arabischer Sprache auf, welche die Bewohner des improvisierten Lagers in Idomeni aufriefen, am 10. April die Grenze zu Mazedonien zu stürmen. Migranten bewarfen mazedonische Beamte mit Steinen und Metallgegenständen; diese reagierten mit Tränengas und Blendgranaten. Dabei wurden laut der Hilfsorganisation Ärzte ohne Grenzen 300 Menschen verletzt. Die griechische Polizei ließ die sieben Stunden dauernden Ausschreitungen entlang der Grenzanlage auf ihrem Staatsgebiet zu, ohne einzugreifen.
Am 14. April 2016 führten griechische Armee und Luftwaffe in der Nähe des Lagers Manöver durch. Der Generalstab des griechischen Militärs schrieb in einer Pressemitteilung, es handle sich um eine „Demonstration der Einsatzbereitschaft“. Zuvor hatte Mazedonien seine Militärpräsenz in der Grenzregion verstärkt.
Ein Versuch der griechischen Behörden, das Lager am 18. April zu räumen, scheiterte, weil die Bewohner nicht kooperativ waren, und die Polizei nicht ermächtigt war, Gewalt anzuwenden. Am 4. Mai beschlossen Polizei und lokale Behörden, das Lager bis zum 30. Mai zu räumen. Am Tag darauf begannen sie, seit Wochen besetzte Eisenbahngleise freizuräumen. Die Räumung des Lagers selbst begann erst drei Wochen später am 24. Mai 2016. Von den über 8.000 Menschen im Camp hat sich nur rund 3.500 in Militärlager bringen lassen. Die anderen verstecken sich in Wäldern oder sind mit ihren Zelten umgezogen.

## Sonstiges
Weitere Grenzübergänge an der griechisch-nordmazedonischen Grenze sind Doirani, Medžitlija-Níki (Europastraße 65) und Selemli.